# Acokanthera oblongifolia
Acokanthera oblongifolia (acocantera, laurel tóxico) es una especie de arbusto perteneciente a la familia Apocynaceae. Es originaria del sur de África desde Mozambique hasta Sudáfrica.

## Descripción
Es un arbusto de hoja perenne, inerme que alcanza los 6 metros de altura con una anchura de 2 a 3 metros. Sus hojas son verdes, brillantes, coriáceas y carnosas. Las flores que se producen al final del invierno son de color blanco o rosa. El fruto verde es tóxico y venenoso para el ser humano.

## Toxicidad
Todas las partes de la planta de las especies pertenecientes al género Acokanthera pueden contener glucósidos cardenólidos, tales como la ouabaína, cuya ingestión puede suponer un riesgo para la salud.

## Taxonomía
Acokanthera oblongifolia fue descrita por (Hochst.) Codd y publicado en Index Kewensis 2: 1262. 1895.
Sinonimia
- Acokanthera oblongifolia (Hochst.) Codd
- Acokanthera venenata var. spectabilis (Sond.) Sim
- Carissa oblongifolia Hochst. (1844).
- Jasminonerium oblongifolium (Hochst.) Kuntze (1891).
- Toxicophlaea spectabilis Sond. (1850).
- Acokanthera spectabilis (Sond.) Hook.f. (1878).
- Carissa spectabilis (Sond.) Pichon (1948).[3][4]